# Andreas Jankevics
Andreas Jankevics, född 7 juli 1979 i Hässelby, är en svensk fotbollstränare. 
Han är uppväxt i Hässelby i nordvästra Stockholm. Han har rötter från Lettland.

## Karriär
Tränarkarriären startade i IF Brommapojkarna, där han verkade som ungdomstränare. Han var under 2010 tränare för Jönköpings Södra IF. Han hade tidigare varit tipselittränare samt assisterande tränare i föreningen. I november 2010 bröt J-Södra sitt kontrakt med Jankevics. I juli 2011 tog han över i division 2-klubben Tenhults IF och i oktober samma år skrev han på ett nytt treårskontrakt.
Mellan 2016 och 2017 var Jankevics assisterande tränare i Halmstads BK. I maj 2018 blev han utsedd till ny sportchef i Jönköpings Södra. Efter säsongen 2019 lämnade han klubben.